# Wojbórz

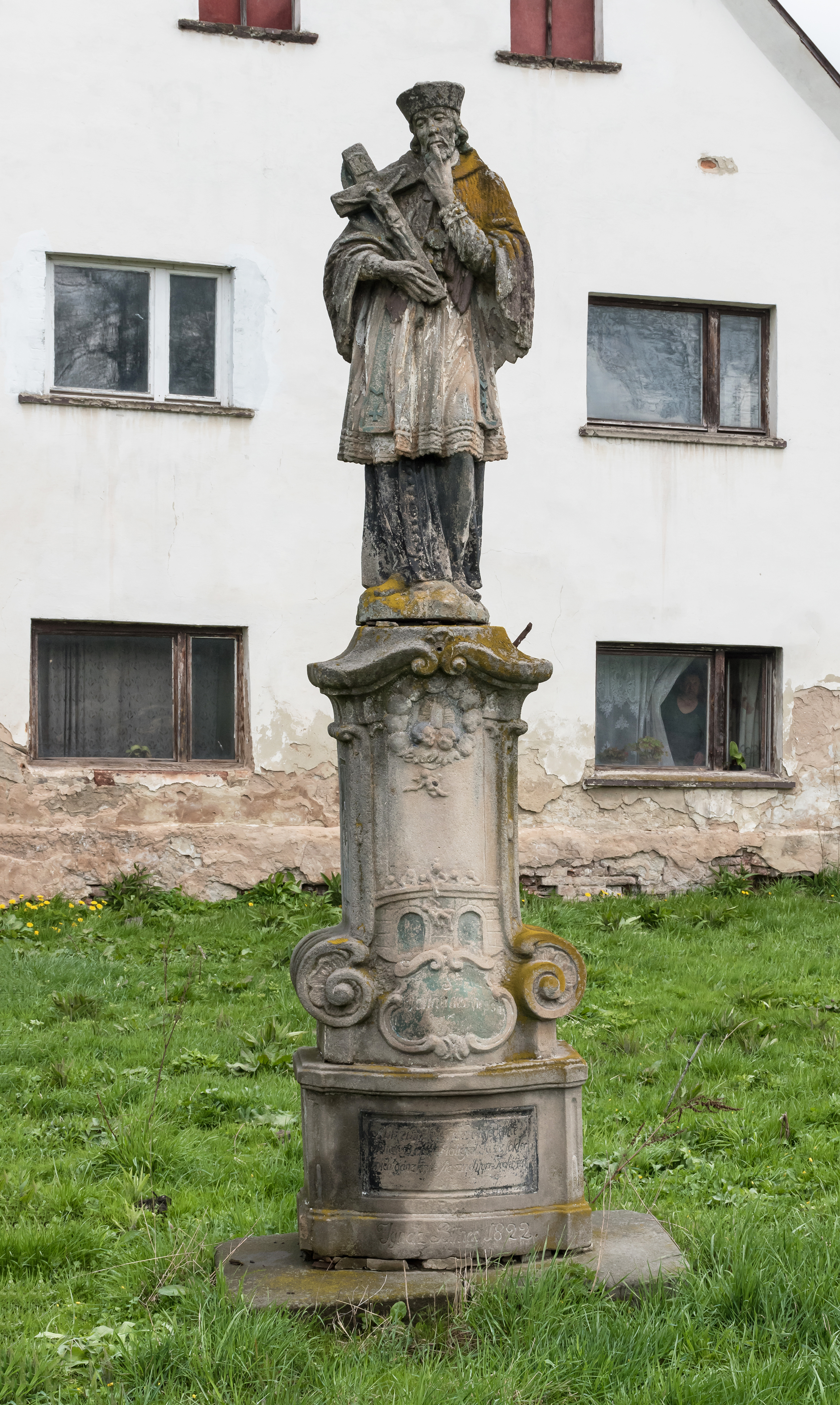
Figura św. Jana Nepomucena w Wojborzu

Wojbórz (niem. Gabersdorf) – wieś w Polsce położona w województwie dolnośląskim, w powiecie kłodzkim, w gminie Kłodzko.
| SIMC    | Nazwa    | Rodzaj      |
| ------- | -------- | ----------- |
| 1004342 | Rybie    | osada       |
| 1004365 | Siodłków | osada       |
| 1004359 | Siemków  | osada       |
| 0853100 | Wojbórz  | osada leśna |

## Podział administracyjny
W latach 1975–1998 miejscowość administracyjnie należała do województwa wałbrzyskiego.

## Położenie
Wojbórz jest to miejscowość leżąca w Kotlinie Kłodzkiej. Wieś ciągnie się na przestrzeni 5 km wzdłuż rzeki Jaśnicy. Leży u podnóża Grzbietu Zachodniego na wysokości około 330–460 m n.p.m., wśród rozległych użytków rolnych. Lasy porastają jedynie grzbiety Gór Bardzkich.

## Geologia
Wojbórz jest ciekawym terenem pod względem geologicznym. Nastąpiło tu połączenie czerwonego spągowca ze strukturą bardzką. Tereny zachodnie zbudowane są z dolno karbońskich piaskowców szarogłazowych, mułowców i łupków ilastych. U podnóża tych terenów ciągną się permskie mułowce, iłowce oraz piaskowce z fillitami i łupkami chlorytowymi z soczewami i wkładkami wapieni z kalcytem. Obniżenie Łącznej zaś to czwartorzędowe gliny zwałowe. W okresie lodowcowym dolina ta była całkowicie wypełniona lodem lądolodu skandynawskiego.

W pobliżu Wojborza znajduje się las bukowo-jaworowy. Jest on pozostałością pierwotnego lasu dolnoreglowego – jest to teren projektowanego rezerwatu przyrody „Las Wojborski”.

## Historia
Tereny Wojborza od najdawniejszych czasów były zasiedlone przez człowieka. To właśnie tu w latach 1962–1964 znaleziono najstarsze ślady człowieka na terenie ziemi kłodzkiej. Odkrywcy datują je na około 30 tysięcy lat i zaliczają je do kultury oryniackiej.

Pierwsza wzmianka o wsi nazywanej wtedy Gewartsdorf pochodzi z 1342 roku. Podczas wojen husyckich w 1425 roku został zniszczony kościół i plebania. W roku 1680 okolice nawiedziła zaraza, ale miejscowość nie poniosła większych strat. W XVIII wieku na pobliskim wzniesieniu zbudowano jeden z ziemnych fortów systemu obronnego Twierdzy Srebrnogórskiej, który nigdy nie odegrał militarnej roli. Obecnie jego pozostałości porasta las. Od 1782 roku Wojbórz należał do rodziny von Magnisów. W XIX wieku miejscowość nabrała znaczenia turystycznego, w okolicy wytyczono szlaki i powstało kilka gospód.

W 1978 roku było tu 169 gospodarstw rolnych, w 1988 roku ich liczna zmniejszyła się do 114.

## Zabytki
Do wojewódzkiego rejestru zabytków wpisane są następujące obiekty:
- Kościół św. Jerzego w Wojborzu, parafialny z XV w., przebudowany w XVIII w. Pierwsze wzmianki o kościele i proboszczu pochodzą z 1358 roku, musiała wobec tego być to już wówczas duża i ludna wieś. Niestety drewniany kościół nie zachował się do naszych czasów, spłonął w czasie najazdu husytów na te ziemie około 1425 roku. Dziś w tym miejscu stoi słup z małą kapliczką.
- dwór Abrahama z 1688 r., przebudowany w XIX w., w centrum wsi około 300 m na południe od kościoła i składa się z dwóch czworobocznych podwórzy obramowanych zabudowaniami.

Inne zabytki:
- dwór Joachima, w odległości 1440 m na południowy wschód od kościoła. Z czworobocznego zespołu przetrwał do dziś tylko dawny dwór, który prawdopodobnie stanowi pozostałość późnośredniowiecznego dworu wieżowego sprzed połowy XVI w.
- dwór Niedergut, w odległości 1690 m na południowy wschód od kościoła. Z czworobocznego zespołu przetrwały trzy skrzydła[9].
- pręgierz, który postawiono w centralnym punkcie wsi (jest to również dzisiejsze centrum Wojborza). Kamienny średniowieczny pręgierz został postawiony 15 czerwca 1382[10]. Miał on 2,18 m wysokości, obwód górnej części wynosił 83 cm, a dolnej 102 cm. Stał on pomiędzy dzisiejszym Domem Ludowym a sklepem spożywczym[10]. Po zlikwidowaniu kar cielesnych, pręgierze niszczono albo stawały się zabytkami muzealnymi. W Wojborzu po roku 1945 pręgierz przeniesiono w pobliże kościoła, a w roku 1978 został rozbity[10]. Jego fragment znajduje się w muzeum na zamku Grodno.
- rzeźba św. Jana Nepomucena pochodząca z 1822 roku, stojąca przy domu nr 18[7].